# Північно-Західний тунель

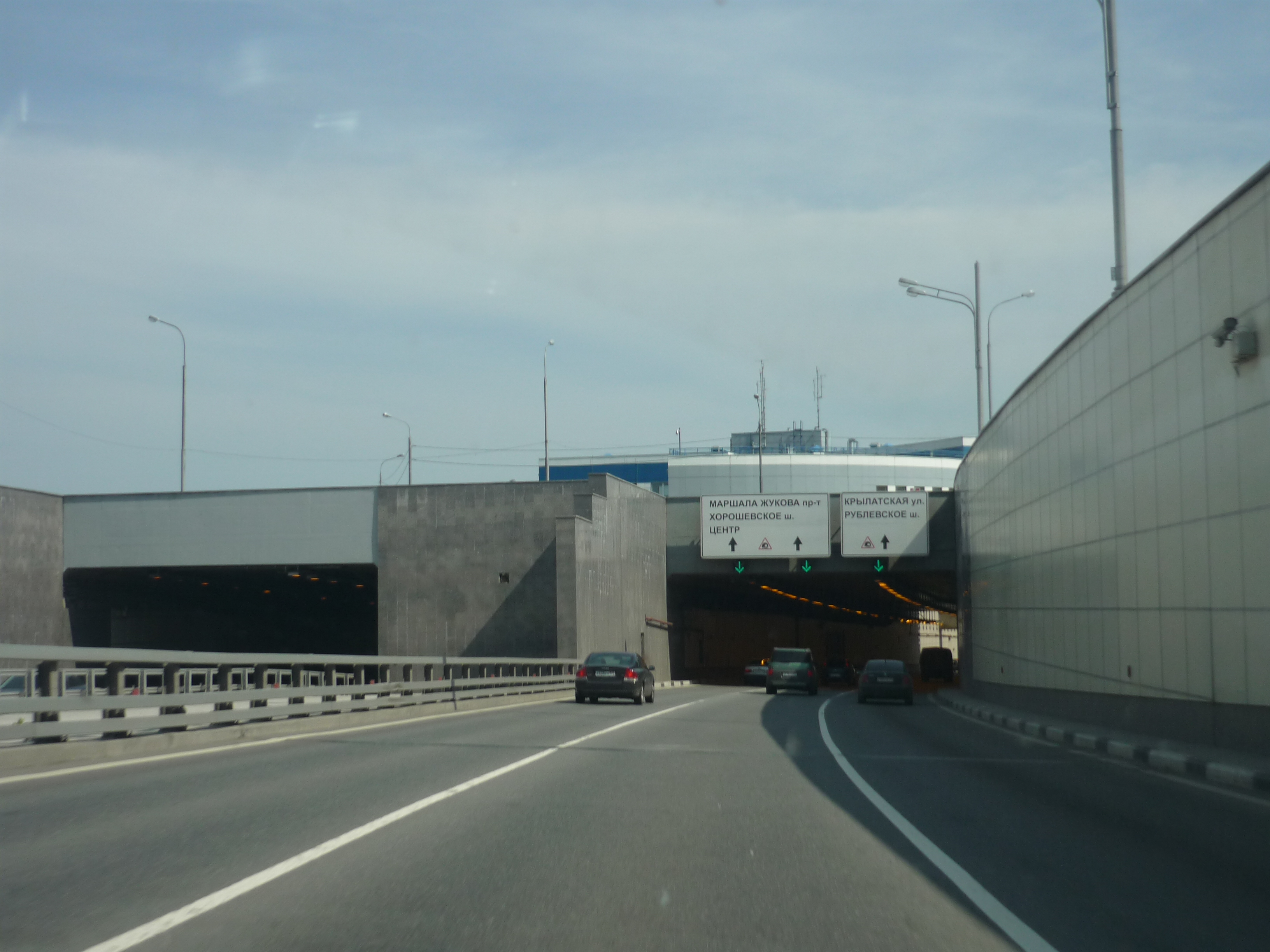
Портал тунелю з боку області

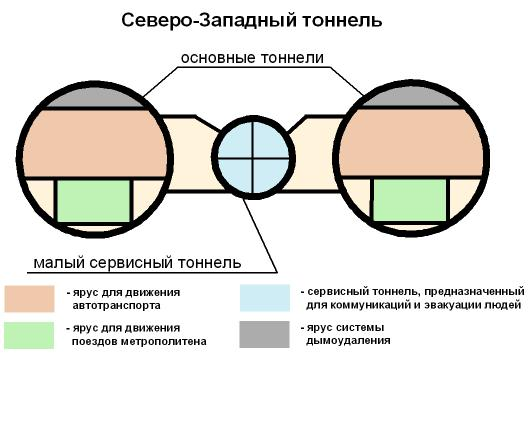
Схема тунелю

Північно-Західний тунель (Срібноборський тунель) — тунель глибокого (до 27 м) закладення на північному заході Москви, що складається з трьох «ниток». Розташований під природоохоронною зоною Срібноборського лісництва, починається в районі перетину Крилатської і Осінньої вулиць і закінчується в Троїце-Ликово. Тунель є частиною, що є в стані спорудження Краснопресненського проспекту. Тунель відкрито 27 грудня 2007.
Особливістю даних тунелів є їх конструкція — тунелі двоярусні. Нижній ярус призначений для руху потягів Арбатсько-Покровської лінії Московського метрополітену, верхній — для автотранспорту. У верхньому склепінні тунелю розміщуються металеві короби вентиляції і димовидалення. Для комунікацій та евакуації людей між основними тунелями споруджений малий сервісний тунель діаметром 6,2 м, з'єднаний міжтунельними евакуаційними збійками. Тунель обладнано сучасними автоматичними системами диспетчеризації, відеоспостереження, газоаналізу, пожежогасіння, газоочищення, радарного контролю швидкості руху.
Автотранспортний рівень тунелів має три смуги для руху автотранспорту і дві службові пішохідні банкетки: крайні ліві смуги шириною 3,25 метри і габаритом 4,2 метри, для руху легкових автомобілів, середня і крайня права смуга шириною 3,5 метра і габаритом 4,5 метра, для руху інших транспортних засобів. Висотний габарит тунелю — 3,9 м забезпечується на в'їздах в тунель двома типами габаритних воріт — «м'якими» і «зупиняючими». Попадання в тунель негабаритного транспорту призводить до серйозних руйнувань інженерних систем, розміщених в склепінні тунелів. Неуважні до дорожніх знаків водії нерідко потрапляють під габаритні ворота.
Довжина основних тунелів — 3126 метрів, включаючи рампову частину завдовжки 360 м. Діаметр тунелів 13,75 м. Найбільша глибина закладення 44 м.
Перший і другий тунелі будувалися прохідницьким щитом виробництва фірми Herrenknecht вагою 150 тонн і діаметром 14,2 метри. Загальна протяжність робіт прохідницьким щитом при прокладці кожного тунелю 3010 метрів. Генеральний підрядник будівництва — Мосметробуд, замовник ТОВ «Організатор», проектувальник ВАТ «Метрогіпротранс», головні підрядники «Тунель-200», БМУ-1 Метробуду, БМУ-3 Метробуду. Ціна об'єкта, що включає також Живописний міст, дороги, підземні пішохідні переходи, будівлі та комунікації, — більше 36 млрд рублів.

## Притунельна споруда «Д»
«Притунельна споруда „Д“» (неофіційна назва — «станція Тунельна») — аварійний вихід з Арбатсько-Покровської лінії Московського метрополітену, розташований біля т. з. «Точки D» — перегону «Крилатське»-«Строгіно», тобто біля південного порталу Північно-Західного тунелю. Необхідність у цьому виході зумовлена нормами безпеки, так як довжина перегону «Крилатське»-«Строгіно» складає більше 6 км. «Д» є вузькою платформою завдовжки близько 40 м уздовж кожної з колій.
Платформи з'єднані між собою наскрізним ходком і ходком, провідним до евакуаційного виходу. З автомобільними тунелями об'єкт з'єднань не має.
Якщо вважати поверхню землі поверхом 0, то платформа знаходиться на поверсі -10. На поверсі -9 знаходиться блок технічних приміщень (щитові, кросова, релейна) і відгалуження в кабельний колектор, поєднаний з другим евакуаційним виходом. На поверсі -8 знаходиться приміщення чергового по станції, яке на початок 2010-х не добудовано, і пасажирський ліфт, який буде мати всього 3 зупинки: поверх -8, поверх -3 (тягово-знижувальна підстанція) і поверх 0 (поверхня землі). На початок 2010-х від ліфта є тільки гола вертикальна шахта. З поверху -8 йде широкий сходовий марш на поверхню.
Спочатку об'єкт планувався станцією з черговим. Але служба руху порахувала це надмірним, зважаючи, зокрема, недобудоване приміщення для нього (хоча телефон вже виділено).
На початок 2010-х «Д» не виконує функцію евакуаційного виходу через довгобуд. Проте об'єкт знаходиться під охороною, як людьми, так і системою сигналізації, виведеної на СУРСТ «Троїце-Ликово».
Перебудувати «Д» в повноцінну пасажирську станцію неможливо, це не дозволяють профіль і кривина колії на даній ділянці.

## Ресурси Інтернету
- Детальна схема тунелю
- Світлини Russos'а